# Alvington (Gloucestershire)
Alvington est une paroisse civile et un village du Gloucestershire, en Angleterre.